# Pontus et Bithynia
In 74 v.Chr. vermaakte koning Nicomedes IV van Bithynië zijn rijk bij testament aan Rome. Mithridates VI van het naburige koninkrijk Pontus weigerde deze annexatie te erkennen en begon de zogenaamde Derde Mithridatische Oorlog, die in 63 v.Chr. eindigde met zijn nederlaag en dood. Pompeius verenigde de beide koninkrijken in 64 v.Chr. tot de provincie Pontus et Bithynia, die in de keizertijd de status van senaatsprovincie kreeg en tot ca. 170 na Chr. door een proconsul werd bestuurd.
Gaius Plinius Caecilius Secundus minor, Plinius de Jongere, was bevriend met keizer Trajanus. Hij werd in 112 n.Chr. stadhouder van Bithynia, toen de toestand er uit de hand dreigde te lopen en de financiële en politieke toestand dringende sanering behoefden. Trajanus verleende Plinius daarvoor consulaire bevoegdheden. Plinius overleed in deze provincie rond 113 na Chr.
Achaea · Alexandria et Aegyptus · Africa · Alpes Cottiae · Alpes Maritimae · Alpes Poeninae · Arabia Petraea · Armenia Inferior · Asia · Britannia · Cappadocia · Cilicia · Corsica · Creta · Cyprus · Cyrenaica · Dacia · Dalmatia · Epirus · Galatia · Gallia (Aquitania · Belgica · Lugdunensis · Narbonensis) · Germania (Inferior · Superior) · Hispania (Baetica · Lusitania · Tarraconensis) · Italia · Iudaea · Lycaeonia · Lycia · Macedonia · Mauretania (Caesariensis · Tingitana) · Moesië (Inferior · Superior) · Noricum · Numidia · Pannonia (Inferior · Superior) · Pamphylia · Pisidia · Pontus et Bithynia · Raetia · Sardinia · Sicilia · Syria · Thracia

Tijdelijke bezettingen: Germania (7-9 n.Chr.) · Armenia (114-117 n.Chr.) · Assyria (116-117 n.Chr.) · Mesopotamia (115-117 n.Chr.)